# Sauber C29
O C29 foi o modelo da Sauber para a temporada 2010 de Fórmula 1. Condutores: Pedro de la Rosa, Kamui Kobayashi e Nick Heidfeld, que substituiu de la Rosa nas últimas 5 corridas da temporada. As cores principais do carro são o branco, que cobre maior parte, e pormenores em preto e vermelho, numa disposição semelhante à já utilizada pela BMW Sauber anteriormente.

## Lançamento
No dia 31 de janeiro de 2010, o carro foi apresentado em Valência.

## Desempenho
Durante os treinos da pré-temporada o modelo andou bem, inclusive marcando um dos melhores tempos na sessão de Jerez de La Frontera. No entanto, durante o início da temporada o modelo não apresentou o mesmo bom desempenho.
Durante o GP do Barém, primeira prova da temporada, o modelo apresentou problemas hidráulicos e ambos os pilotos tiveram de abandonar a prova. No GP da Malásia, a terceira corrida da temporada, os dois carros da equipe tiveram problemas com o funcionamento no gerenciamento eletrônico do motor Ferrari e não completaram a corrida.
Ao fim de quatro etapas sem pontuar, James Key, diretor técnico da equipe, revelou a implementação de diversas melhorias no modelo a partir do GP da Espanha. Dentre elas está a melhoria do sistema de dutos de ar (similar ao utilizado pela McLaren MP4-25) e mudanças no bico e difusor.

## Resultados[7]
(legenda) 
| Ano  | Chassi | Motor          | Pneus | N° | Pilotos          | 1   | 2   | 3   | 4   | 5   | 6   | 7   | 8   | 9   | 10  | 11  | 12  | 13  | 14  | 15  | 16  | 17  | 18  | 19  | Pontos | Posição |  |
| ---- | ------ | -------------- | ----- | -- | ---------------- | --- | --- | --- | --- | --- | --- | --- | --- | --- | --- | --- | --- | --- | --- | --- | --- | --- | --- | --- | ------ | ------- |  |
|      |        |                |       |    |                  |     |     |     |     |     |     |     |     |     |     |     |     |     |     |     |     |     |     |     |        |         |  |
|      |        |                |       |    |                  | BAR | AUS | MAL | CHN | ESP | MON | TUR | CAN | EUR | GBR | ALE | HUN | BEL | ITA | SIN | JAP | COR | BRA | ABU |        |         |  |
| 2010 | C29    | Ferrari 056 V8 | B     | 22 | Pedro de la Rosa | Ret | 12  | DNS | Ret | Ret | Ret | 11  | Ret | 12  | Ret | 14  | 7   | 11  | 14  |     |     |     |     |     | 44     | 8º      |  |
| 2010 | C29    | Ferrari 056 V8 | B     | 22 | Nick Heidfeld    |     |     |     |     |     |     |     |     |     |     |     |     |     |     | Ret | 8   | 9   | 17  | 11  | 44     | 8º      |  |
| 2010 | C29    | Ferrari 056 V8 | B     | 23 | Kamui Kobayashi  | Ret | Ret | Ret | Ret | 12  | Ret | 10  | Ret | 7   | 6   | 11  | 9   | 8   | Ret | Ret | 7   | 8   | 10  | 14  | 44     | 8º      |  |